# 極限痴漢特異點2 痴漢的證明
《極限痴漢特異點2 痴漢的證明》是Astronauts Sirius在2021年2月26日發售的戀愛冒險類型日本成人遊戲，亦是《極限痴漢特異點》的續作。當中由M&M負責原畫，、月影彰太共同擔當編劇。
本作承接上作劇情，講述蠻痴漢的據點爆破半年後的故事。喜壹在半年後發現Kameo的真身就是其義妹真珠。蠻痴漢同時亦以市內痴漢太多為由，宣佈舉辦活動「暴爛痴」，於活動中不能取得一定成績的人將不能在藏部市繼續進行痴漢行為。真珠和喜壹則為了獎金和救回兒時玩伴，而決定組成搭檔參賽。
Astronauts Sirius在計劃製作《極限痴漢特異點》時，便有打算為它開發續作，但同時以首作的銷量為製作與否的考慮要點。後因首作的銷量不俗，而決定開發續作。他們在製作《極限痴漢特異點2》時，參考了網上對前作的評價來對此作作改善。
《極限痴漢特異點2》在開售後登上了各大平台的美少女遊戲銷量排行榜首5位，在日本美少女遊戲暨動漫相關商品銷售網站Getchu屋亦被票選為2021年2月第6佳的美少女遊戲。其系統、色情場景、劇情還得到了評論者讚揚。

## 遊戲系統
《極限痴漢特異點2 痴漢的證明》採取戀愛冒險的遊玩方式，玩家所扮演的是本作的男主角草壁喜壹。玩家在遊玩的時候都需閱覽屏幕上所顯示的文本和聆聽遊戲發出的聲音，用以了解故事情節和人物之間的對話。該些文字會與人物拼合圖和背景一同出现，用以表示草壁跟誰對話。玩家會在故事中遇見代替背景和人物拼合圖的计算机图形。
玩家在遊戲中可透過點選地圖來控制草壁於市內探索；並前往情報屋，收集各攻略角色的情報。玩家亦可控制草壁觀察各攻略角色，讓之了解她們的弱點，令他們更容易控制草壁在進行痴漢行為時，按着角色的弱點進攻。此外玩家亦可控制草壁對路人角色進行痴漢行為，提升象徵痴漢技巧高低的能力值，以便攻略女主角。
玩家在對作中角色進行痴漢行為時，需點選遊戲畫面上的選項，控制草壁作出各種痴漢行為，於限定回合內把角色的LUST值提升至一定水平。草壁能作出的痴汉行为和遊戲所顯示的计算机图形会隨着痴漢階段而改變。當草壁所作出的痴漢行為正好刺激角色的弱點部位時，其LUST值會有較大的升幅。玩家亦能控制草壁使出像「蟲指」般的痴漢必殺技，加快LUST值的升幅。不過需滿足一定條件才可使出必殺技。
本作角色之間的關係亦帶有一定性意味。有關場景包括口交、乳交、性交。有關場景可透過讓草壁對女主角作出痴漢行為觸發。除此之外，玩家亦可透過進入壞結局或把女主角送進方舟，來觸發帶凌辱或NTR成分的色情場景。她們的色情場景亦可在EXTRA選項中的後日談觸發，當中可運用地圖上收集的物品。玩家在某些預設的段落中須選擇行為選項。對話框的下一段文本在做出選擇前並不能夠顯示。玩家必須反覆載入選項頁面並選擇不同的選項，才能夠觀覽它們所觸發的不同劇情。

## 故事
本作承接上作劇情，講述蠻痴漢的據點爆破半年後的故事。草壁喜壹在此期間仍繼續對擁有痴漢願望的女性上下其手。而草壁的義妹草壁真珠則在半年前擅自離院，然後失蹤。某一天，蠻痴漢的攝影師Kameo（カメオ）突然向他發訊息，約他出來見面。喜壹在來到約好的食店後，發現Kameo的真身就是真珠。並得知真珠為了救回幼時一同被困在地下都市的玩伴，而暗中調查蠻痴漢。後來由於自身能力不足，而決定找喜壹幫忙。沒過幾天，蠻痴漢便以市內痴漢太多為由，宣佈舉辦「暴爛痴」的活動。其有七輪賽事，前五輪由各痴漢自由選擇痴漢目標，後兩輪則為主辦方決定。最終勝利者會獲得獎金和前往地下都市的機會，但於活動中不能取得一定成績的人將不能在藏部市繼續進行痴漢行為。真珠和喜壹則為了獎金和救回兒時玩伴，而決定組成搭檔參賽。
之後喜壹看中了五名痴漢目標——天宮華嵐、粟田泉那、丽莎·沃尔科娃（リーザ・ヴォルコヴァ）、相馬志珠、建部祗京。草壁在一步步磨練自己痴漢技術的同時，對上述五名角色作出痴漢行為，並以有關行為協助他們解決各自的問題。與此同時，國際痴漢撲滅組織Innocence亦展開行動，對不少參加比賽的痴漢施加處罰，令他們失去比賽資格。喜壹在過程中亦遇上Innocence的斷罪官，不過他還是能夠全身而退或撃倒他們。當喜壹順利晉級到第六輪比賽時，蠻痴漢的人員突然擄走他的義妹，並通知下一輪比賽的痴漢目標就是她。
喜壹於是在活動場地中救回失去神智的真珠，並在其他痴漢的協助下進入真珠的精神世界，在裏面對之進行痴漢行為，令真珠恢復神智。不過自身因有關治療的副作用而失去痴漢相關的能力。真珠為了讓喜壹恢復，而向其他痴漢尋求治療方法，最終讓之恢復。蠻痴漢繼宣佈下一輪比賽的痴漢目標就是Innocence的司令官安娜。在喜壹透過痴漢行為令安娜產生快感，勝出比賽後，蠻痴漢帶同兩兄妹到達地下都市。不過安娜在他們到達地下都市後現身，向之說明自己就是蠻痴漢的幹部及舉辦活動的真正目的——透過比賽讓痴漢及痴漢慾望聚在一起，以此激活淫脈，最終讓「傾國的痴女」以真珠作為容器復活，推動「日本男子全痴漢化計劃」。而真珠有關兒時玩伴的記憶則是虛假的，植入有關記憶只為了讓她重回地下都市。喜壹繼以痴漢行為阻止其有關野心。成功後，地下都市據稱因淫脈被擾亂，而開始被水淹沒。不過生活在地下都市的所有人最終都平安無事，回到地面。真珠和喜壹亦回到日常當中。

## 角色
草壁喜壹
本作主人公，其擁有「看穿內心深處渴望被作出痴漢行為的女性」的能力及從古籍習得的痴漢技巧。他常在列車尋找擁有痴漢願望的目標，然後對之下手。他在本作應義妹草壁真珠的要求參與活動「暴爛痴」。
草壁真珠
喜壹的義妹。小時候被困在地下都市，並因此得了皮膚病，不能與人長期接觸。在逃出地下都市時被植入虛假記憶，讓之擁有重返該地的慾望。到了地上後成了喜壹的義妹，並因病而長期住院。後以無人機等遙距設備協助拍攝喜壹的痴漢相關片段，並在工作時對他自稱為「Kameo」。
天宮華嵐
善於運動的女學生，外表漂亮。愛吃拉麵和觀賞棒球比賽。因受母親的意願影響而加入啦啦隊部，但卻因引人注目而不喜歡有關活動，繼不參加訓練。後在喜壹的影響下開始體會到被人注目的快感，開始參與活動。
粟田泉那
偶像組合「Meteooru」的成員，在組合內經常負責跳舞。此前因為在列車上遭到痴漢騷擾，而在精神上受創，並決意以帶男性氣質的態度武裝自己。後在喜壹的推動下克服上述恐懼。
麗莎·沃爾科娃（聲優：柏木逢花）
以留學生自居的俄羅斯人，實際上卻是遊樂園的員工。外表比實際年齡幼小，喜歡日本文化及被作出痴漢行為。她年幼時曾在俄羅斯以身穿泳裝等衣物的姿態拍攝寫真影片，後來亦被迫在妹妹面前出演色情片，令前者大哭。自此她便對小孩子的哭喊聲留下心理陰影，繼於能令他們歡樂的遊樂園任職。後來該遊樂園因經濟問題而差點停業，不過在喜壹和蠻痴漢的幫助下其渡過了有關危機。
相馬志珠
於出版社任職的辦公室女職員，同時亦是著名的角色扮演者，會把帶色氣的自拍上載到互聯網。她的公司对御宅族並不友好，故她經常在公司內扮演優秀但難以接近的職員，避免提及自己的興趣。後來其公司在喜壹和蠻痴漢的幫助下開始涉足ACG產業，故她可以在職場表露自己的興趣。
建部祗京
舞蹈流派建部流的繼承人，已婚。由於過分壓抑自己的性慾，而患上雙重人格。另一面人格對性十分渴求。後在喜壹的幫助下兩個人格成功合一。
安娜（聲優：有賀桃）
蠻痴漢的幹部。為了令社會出現實力更強的痴漢，而成為國際痴漢撲滅組織Innocence的司令官。最終目的則是實現「日本男子全痴漢化計劃」。不過有關計劃於蠻痴漢高層亦有爭議。

## 開發
Astronauts Sirius在計劃製作《極限痴漢特異點》時，便有打算为它开發續作，但同时以首作的銷量为製作與否的考慮要點。後因首作的銷量不俗，而決定开發續作。續作由M&M負責原畫，、月影彰太共同擔當編劇。
他們在製作《極限痴漢特異點2》时，參考了网上对前作的評價來對此作作改善。因為不少玩家都向他們表示用戶介面阻礙了遊戲體驗，故他們對之作出了一些改動。與前作相比，他們在這部作品加入了更多无关主線的劇情，並認為它「較前作沉重」。除了上述更改外，開發团隊亦在地图上为色情場景加入提示，方便玩家存档。為了增強節奏感及突出喜壹的能力，他們降低了痴汉系统的难度。在玩家的呼聲之下，他們把系统調整成LUST值升到最高後仍能使出痴汉行为，直到玩家自願结束。
開發团隊把本作的主題設定成「認真地搞笑」，他們为讓作品符合主題，而把所有角色都設定得有趣，並加入不少希望讓人吐嘈的展開。虽然本作比前作加入更多的奇幻元素，但這並非開發团隊有意为之。在他們眼中，這部作品一开始就是「奇幻作品」。他們原本想把暴爛痴稱为「痴汉大混戰」（痴漢ロワイヤル），但由於內部不少人对此产生違和感，而改用現有名稱。這部作品承接了首作的劇情，把前作出現過但沒詳述的設定再作拓展。由於前作的故事並不複雜，故開发团隊认为沒玩过前作的玩家只需讀过其介绍便能了解本作世界观。うつみ承認即使如此，這部遊戲還是沒考慮到新玩家的需要，並認為網上介紹對他們而言就是劇透。

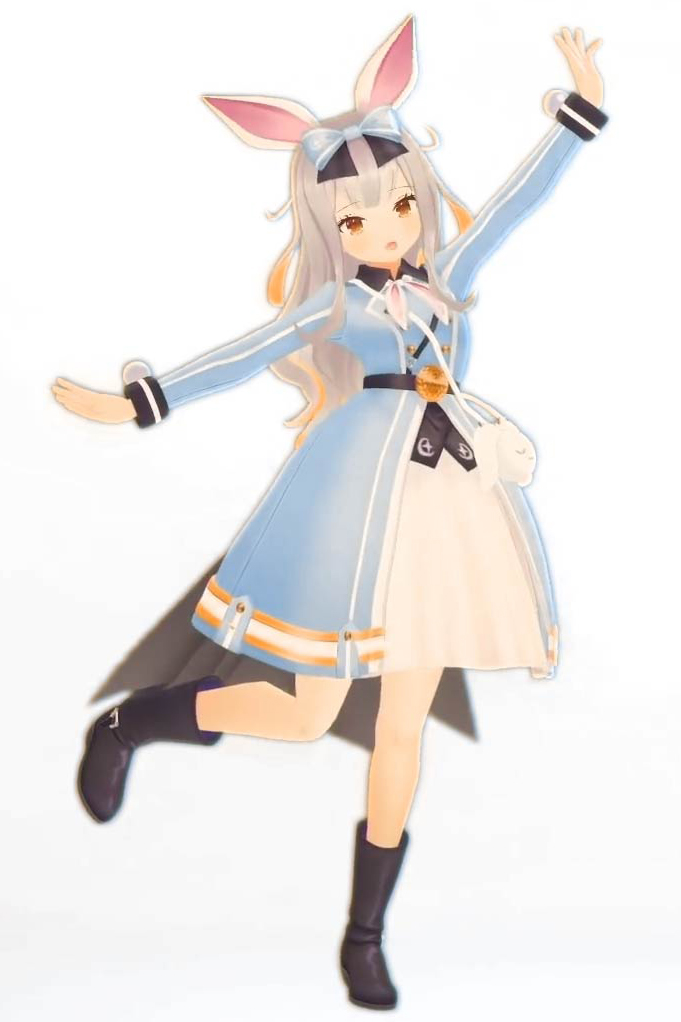
Unicreate所屬的YouTuber餅月Himari在這部作品以客串角色的身份登場

喜壹在前作就已常常幫助別人，而此作有關情節的比例亦增加了不少——但這並非開發团隊有意为之。他們在設計喜壹時便把他當作「少年漫畫的主人公」般設計，性格正面積極。故為配合上述設定，開發团隊順勢在作品中加入不少其幫助別人的情節。M&M有意讓本作的女角色畫得像其以往有參與製作的作品，並讓她們的屬性跟前作不同，以讓兩者「平衡」。華嵐最初就被設計成經常「在上学时被作出痴汉行为」的角色，故M&M一开始就为之绘畫袋子。M&M在绘畫麗莎時十分順利，而她經常吃甜甜圈的設定則於製作期間加上。不過他在繪製相馬時花了不少時間，因為其不習慣繪畫爆乳角色。Cosplay時的相馬則是他以設計另一名角色的心態來繪制的。建部的原本構想是參考《聖学院七女》（聖エステラ学院の七人の魔女）的和子和《百奇缭亂之館》的史華來設計，後來開發团隊決定不參考上述兩者。粟田是於前作亦有登場的角色。他們原本就希望她在次作以女主角的姿態登場，因此M&M在前作便花了不少精力設計他的外表，不过他还是难以掌握其身体各部分的比例。安娜的臉於製作初期被設計成較柔和的樣子，但因为要讓之更像敵对角色，故後來修改得較锐气一點。
Unicreate所屬的YouTuber餅月Himari在這部作品以客串角色的身份登場。餅月在首作發售前便在影片中略為介紹它，故得知消息的Astronauts Sirius決定與之合作，讓她製作介绍作品的影片。她的影片公開後便提升作品的討論熱度，吸引不少沒玩過Astronauts Sirius作品的观眾注意。於是開發团隊便在《極限痴漢特異點2》中再度與之合作。他們內部原本有不少跟餅月合作的建議，但經討論後決定以綜合各建議的方式合作，並讓她在作品中飾演其中一名痴漢。她自己亦提議協助製作對聽眾作出痴汉行为的特典CD；Unicreate提議讓她在原聲帶中登場。Astronauts Sirius在調查一番後便決定以把兩個意見结合的方式製作CD。
開發团隊考慮到用戶想要作品加入个別路線的呼声，故在標題畫面內加上EXTRA選項，讓玩家能观賞个別女主角愛上喜壹後的色情埸景，同時避免他們在攻略女主角时会给突然出現的另一名女主角事件阻擾。在完成製作的10天前，他們才开始參考網上意見，描畫收集物品及服飾。坏结局的凌辱情景則以「凌辱为人帶來快感」为主題。

## 發行
2020年11月18日，Astronauts Sirius開設了《極限痴漢特異點》的官方網站。次年1月12日，它在Twitter上公佈本作的聲優名單。2月3日，Astronauts Sirius宣佈本作已完成製作，只餘下光碟燒錄等發行程序要跟進。同月22日，它發佈了本作的免費試玩版，予供公眾下載試玩。
PC光碟版、完整下載版、各女主角的單獨攻略版於2月26日發行，相容Windows 8/10。部分商店為購入者安排了像掛毯、電話卡、手帕般的特典。

## 評價

### 排名
《極限痴漢特異點》在開售後登上了各大平台的美少女遊戲銷量排行榜——它在首次登上排行榜時，於美少女遊戲暨動漫相關商品銷售網站Getchu屋奪得第2位，並在雜誌《BugBug》和《Megastore》分別奪得第5位和第4位。它在Getchu屋亦被票選為當月第6佳的美少女遊戲。根據《BugBug》的2021年讀者美少女遊戲人氣投票結果，這部作品亦獲得綜合部門第12位、色情部門第3位。

### 評論
評論者讚揚了本作的系統。他們認為能夠先得知女主角弱點的痴漢系统令這部遊戲比前作更易上手。Media Clip的Ryo還認為通关即可解鎖全電腦圖形的系统很好，能讓人省去為收集它們而重玩的麻煩。
他們亦讚揚了本作的色情場景和劇情。Ryo和《BugBug》的Dancho（だんちょー）皆表示本作有着喜劇元素。Ryo指出，即使《極限痴漢特異點2 》以痴汉为題材，但其仍具有愛情喜劇色彩，並舉出遊戲中女主角要求主人公「付起痴漢的責任來娶她」的情節來佐證之。Dancho則認為這部遊戲的命名風格本身就讓人會心一笑，再加上其跟餅月Himari的合作，皆使之比前作更為搞笑。Ryo和Dancho皆認同本作色情場景元素多樣，且有着一定實用度。Dancho更具體地寫道，他喜歡麗莎於乘坐機動遊戲時被作出痴漢行為的場景。Ryo表示，壞結局的凌辱系色情場景適合相关愛好者。Ryo同時讚揚M&M的原畫。

## 續作
續作《極限痴漢特異點3 千年的劣情》由Astronauts Sirius在2023年2月24日發售。故事發生於《極限痴漢特異點2 痴漢的證明》的結局之後，講述外資痴漢廣播組織進軍日本後的故事。製作人員表示，其故事構成及系統大致跟上兩作差不多。

## 外部連結
- 官方网站 （日語）
- 《極限痴漢特異點2 痴漢的證明》在視覺小說數據庫的頁面 （英文）